# Coryphantha gracilis
Coryphantha gracilis är en kaktusväxtart som beskrevs av L. Bremer och A.B. Lau. Coryphantha gracilis ingår i släktet Coryphantha, och familjen kaktusväxter. Inga underarter finns listade i Catalogue of Life.